# Crossing the Rubicon
Crossing the Rubicon è il terzo album discografico del gruppo musicale new wave svedese The Sounds, pubblicato nel 2009.

## Tracce
1. No One Sleeps When I'm Awake – 4:22
2. 4 Songs & a Fight – 3:24
3. My Lover – 4:25
4. Dorchester Hotel – 4:08
5. Beatbox – 4:02
6. Underground – 3:47
7. Crossing the Rubicon – 2:03
8. Midnight Sun – 4:30
9. Lost in Love – 5:05
10. The Only Ones – 4:44
11. Home Is Where Your Heart Is – 7:39
12. Goodnight Freddy (traccia nascosta) – 4:04

## Formazione
- Maja Ivarsson - voce
- Felix Rodriguez - chitarra
- Johan Bengtsson - basso
- Jesper Anderberg - tastiere, piano, chitarra, synth, cori
- Fredrik Nilsson - batteria, percussioni